# Chmeľovec
Chmeľovec (allemand : Komlisch ,hongrois : Tapolykomlós) est un village de Slovaquie situé dans la région de Prešov.

## Histoire
La première mention écrite du village date de 1251.

## Démographie

### Évolution de la population
| Année:               | 1994. | 2004.   | 2014.   | 2024.   |
| -------------------- | ----- | ------- | ------- | ------- |
| Nombre de personnes: | 402   | 436     | 442     | 466     |
| Différence:          |       | +8,45 % | +1,37 % | +5,42 % |

| Année:               | 2023. | 2024.   |
| -------------------- | ----- | ------- |
| Nombre de personnes: | 451   | 466     |
| Différence:          |       | +3,32 % |